# タルト・タタン

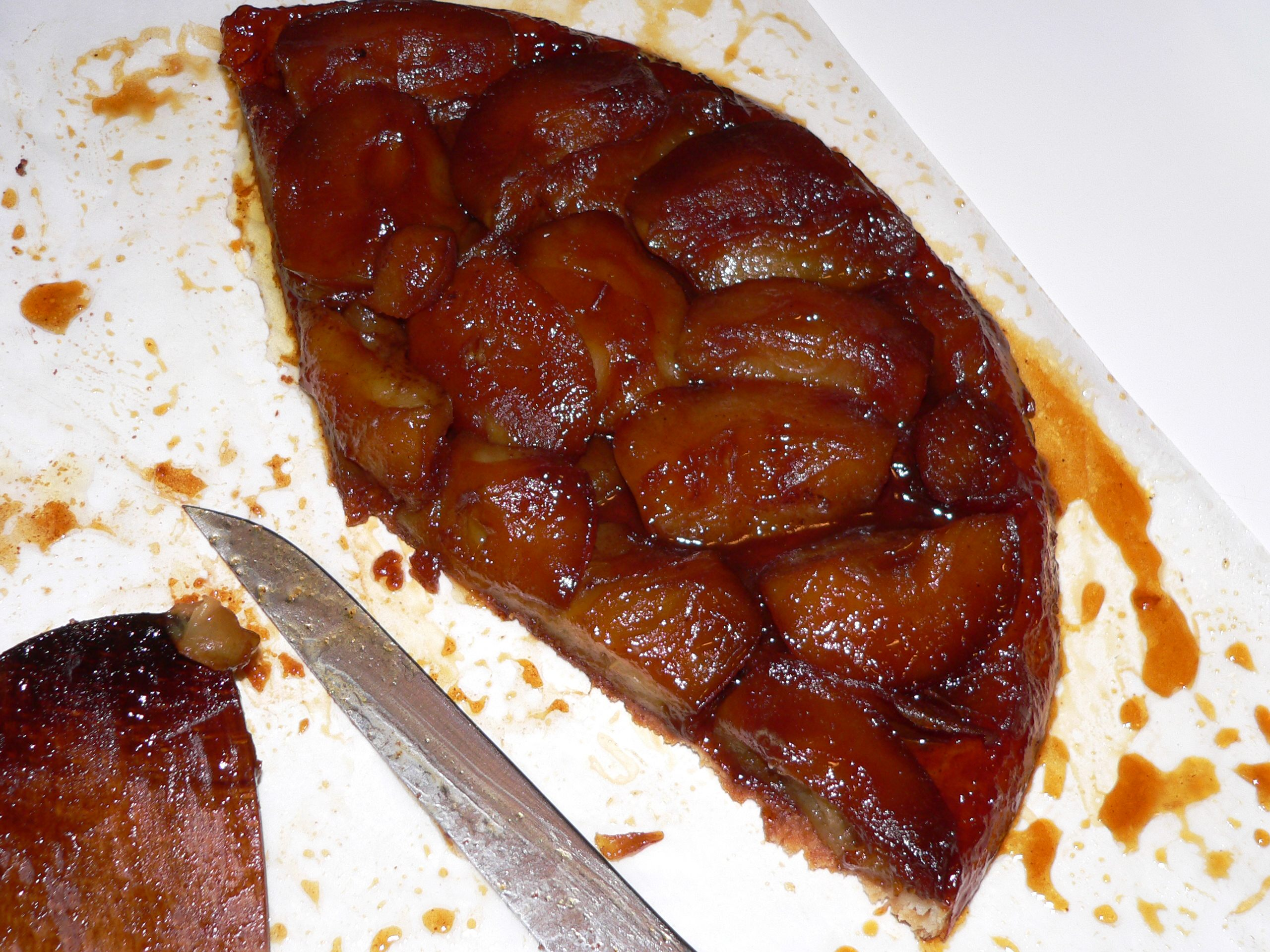
タルト・タタン

タルト・タタン（仏: Tarte Tatin）とは、型の中にバターと砂糖で炒めた（キャラメリゼ）リンゴを敷きつめ、その上からタルト生地をかぶせて焼いたフランスの菓子。ひっくり返してリンゴの部分を上にして食べる。

## タルト・タタンの誕生

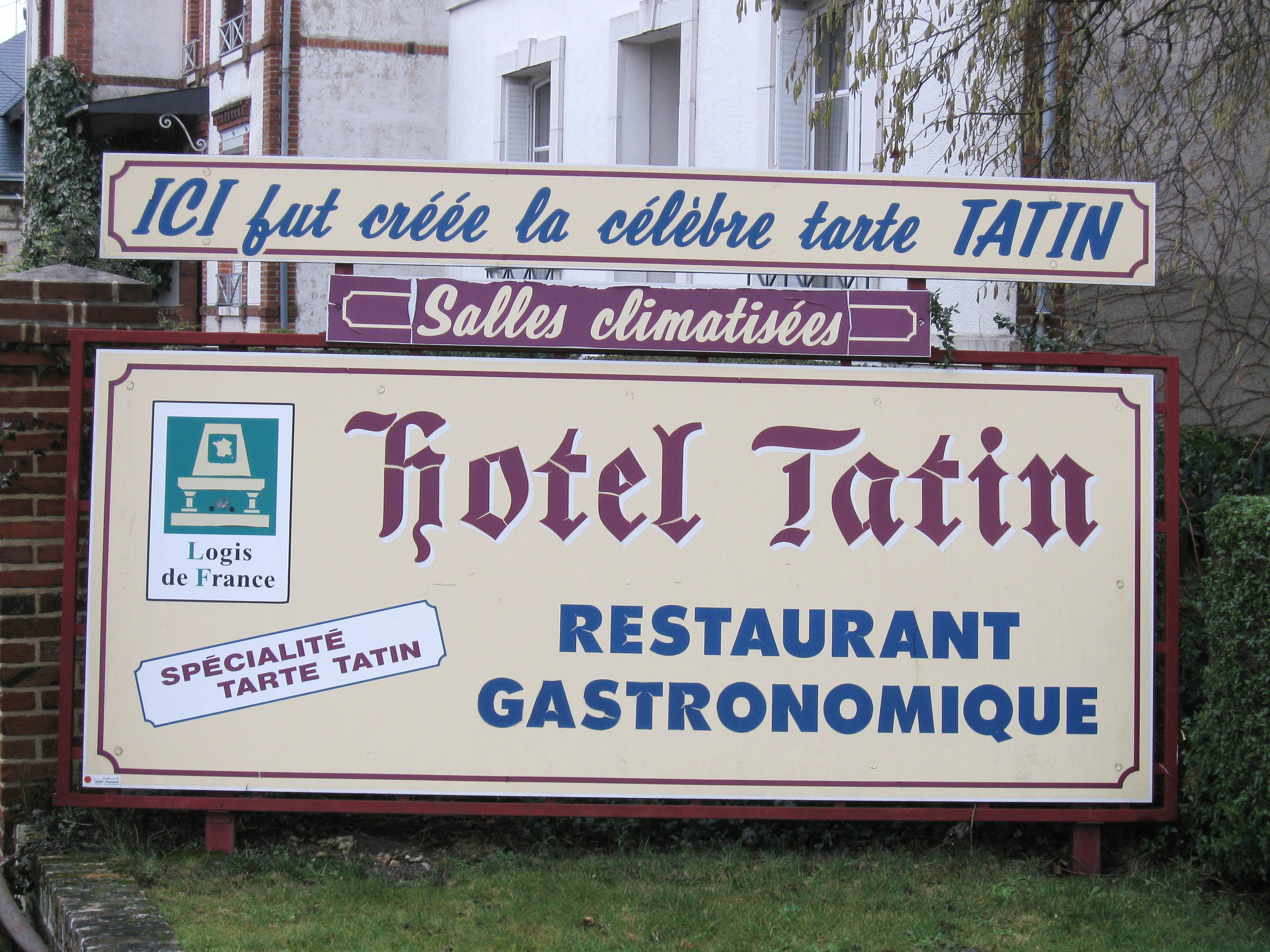
ホテル・タタンの看板

タルト・タタンが最初に作られたのは、19世紀後半のラモット=ボーヴロン（現在のロワール=エ=シェール県にある町）にあるホテル『タタン』においてであったと言われており、このホテルを経営していたのは、ステファニーとカロリーヌのタタン姉妹であった。
タルト・タタンを作ったのは調理のほとんどを担当していたステファニーで、ある日伝統的なアップルパイを作るためにリンゴをバターと砂糖で炒めていたところ、長く炒めすぎてしまった。焦げるような匂いがしてきたので、ステファニーは失敗を何とか取り返そうと、リンゴの入ったフライパンの上にタルト生地をのせ、そのままフライパンごとオーブンへ入れた。焼けた頃にフライパンを出してひっくり返してみると、ホテルの客に出しても良いようなデザートができあがっていた。他に、「タルト・タタン協会」によると異説があり、ステファニーが砂糖で焦がしたリンゴのタルトを間違ってひっくり返してしまったという。どちらにしろ、ステファニーはオーブンから温かいままのかつてない一品を客に出し、新たな伝統菓子が誕生したのである。
その後、タルト・タタンはホテル・タタンの看板菓子となり、作り方はソローニュ地域に広まった。レストラン経営者ルイ・ヴォーダブルはソローニュへ来てタルト・タタンを食べ、自身の超高級レストラン『マキシム』の固定メニューに加えたため、タルト・タタンは世界に広まることとなった。

## 定義
タルト・タタンは、形の整ったリンゴ菓子でなければならず、炒めたリンゴがピュレ状になってはならない。北アメリカではアメリカン・スタイルのアップルパイに使われることのないゴールデン・デリシャス種のリンゴを使った物が典型的とされている。
また他に、セイヨウナシ、桃、パイナップルなどの果物、トマトやタマネギなどの野菜を用いて作られることがある。